# Un'orchidea rosso sangue
Un'orchidea rosso sangue è un film del 1975 diretto da Patrice Chéreau, all'esordio nella regia cinematografica, tratto dal romanzo La carne dell'orchidea (The flesh of the orchid) (1948) di James Hadley Chase.

## Trama
Claire (Charlotte Rampling) è rinchiusa in un edificio isolato nel parco di un ospedale psichiatrico, dove il giardiniere entra regolarmente per violentarla. Ma un giorno la ragazza si ribella e con un coltello gli cava gli occhi e fugge. Ottenuto un passaggio su un camion, questo si schianta, e si vede che pure all’autista sono stati cavati gli occhi. Emergendo dai rottami, Claire viene salvata da Louis Delage (Bruno Cremer) che, con il nevrotico e impaurito collega Marcucci, malavitoso ricercato da due killer (i fratelli Berekian ex lanciatori di coltelli in un circo) si sta recando a un incontro d'affari in un hotel. Mentre Louis è in riunione, Marcucci tenta di violentare Claire, che reagisce e pure a lui finisce per cavare gli occhi, come a quelli che l’hanno molestata in precedenza. Claire fugge e Marcucci, incapace di difendersi, viene accoltellato a morte dai Berekian, che si rendono conto che Delage, che li ha visti, è un pericoloso testimone, e decidono di uccidere anche lui.
Louis salva Claire e la porta nella sua casa isolata, dove trascorrono la notte facendo l'amore. Tuttavia, i Berekian aspettano fuori e, quando la coppia esce, accoltellano Louis. Claire lo salva e lo lascia in un luogo che crede sicuro mentre va alla ricerca di un medico. Ma in quella casa abita un'infermiera dell'ospedale psichiatrico, che la riconosce e avverte la zia che l’aveva fatta rinchiudere (Edwige Feulliere). Intrappolata dall'infermiera, Claire viene trovata dai Berekian, che la rapiscono come merce di scambio. La zia trova il ferito Louis, che rinchiude nella villa di famiglia, vuota e abbandonata, per scambiarlo con Claire.
I Berekian affidano Claire alle cure di Lady Vamos (Simone Signoret), una collega dei tempi in cui tutti e tre erano artisti di circo. Lady Vamos rivela a Claire che è la figlia dell'“Orchidea” moglie di un ricco industriale svizzero che venne rapita da un bandito, e che lei è nata dalla loro relazione. Dispiaciuta per la ragazza, Lady la lascia fuggire, pur sapendo di rischiare la vita. Claire arriva a una stazione e mentre aspetta un treno, una donna (Alida Valli) le dice che si capisce benissimo che è pazza come lei. Claire si reca nella casa della zia, dove Louis è prigioniero, e si ricongiunge con lui. Il contabile dell'azienda di famiglia le rivela che è l'erede di un impero commerciale, che la zia controlla finché Claire è mentalmente incapace. L'impresa sta andando in rovina a causa della cattiva gestione e che Claire, in quanto legittima proprietaria, dovrebbe prendere in mano la situazione per riavere tutto quanto le appartiene: industrie, case, terreni...
I Berekian entrano di nascosto e riescono a uccidere Louis, ma Claire cava gli occhi a uno di loro mentre il secondo fugge. Arriva la polizia e Claire viene portata in ospedale. Lady la raggiunge di nascosto con un mazzo di fiori, ma le due vengono scoperte dal Berekian superstite. Egli uccide Lady Vamos e sembra voglia fare lo stesso anche con Claire per vendicare il fratello, ma, dopo un flashback di un momento di orrore in cui ha accidentalmente ucciso la donna che amava, si suicida. Con i due corpi ai lati del letto d'ospedale, Claire impassibile si mette al telefono con il contabile per iniziare a gestire la sua attività.

## Critica
Per il Dizionario Mereghetti un «noir confuso e dispersivo, che si risolve in una galleria di splendide attrici sfatte».
Per il Dizionario Morandini «un thriller poliziesco di normale esecuzione con lentezze eccessive, impianto teatrale, ambizioni espressioniste in bilico sul barocchismo.»